# LateNightTales: Trentemøller
LateNightTales: Trentemøller è la terza raccolta del musicista danese Trentemøller, pubblicata il 30 maggio 2011 dalla LateNightTales.

## Descrizione
Venticinquesimo disco pubblicato dalla serie, l'album contiene una selezione dei brani preferiti dall'artista uniti in un unico mix, con l'aggiunta del suo remix di The Mole dei Chimes & Bells e la reinterpretazione di Blue Hotel di Chris Isaak

## Tracce

### CD
1. This Mortal Coil – Waves Become Wings – 2:01 (Lisa Gerrard)
2. Kid Congo & The Pink Monkey Birds – La Lliarona – 3:22 (Kid Congo Powers, Kiki Solis, Ron Miller)
3. The Black Angels – Science Killer – 4:42 (Alex Maas, Christian Bland, Nate Ryan, Stephanie Bailey, Kyle Hunt, Jennifer Raines)
4. Chimes & Bells – The Mole (Trentemøller Remix) – 8:13 (Cæcilie Trier)
5. Low – (That's How You Sing) Amazing Grace – 6:39 (Zac Sally, Alan Sparhawk, Mimi Parker)
6. Mazzy Star – Mary of Silence – 5:31 (Hope Sandoval, David Roback)
7. The Velvet Underground & Nico – Venus in Furs – 5:05 (Lou Reed)
8. Vampire Hands – Safe Word – 2:46 (Vampire Hands)
9. The Shangri-La's – Remember (Walking in the Sand) – 1:56 (George Francis Morton)
10. Jacqueline Taïeb – 7 heures du matin – 1:42 (Jacqueline Taïeb)
11. M. Ward – Poor Boy, Minor Key – 2:49 (Matt Ward)
12. Darkness Falls – Noise on the Line – 3:45 (Josephine Philip, Ina Lindgreen, Anders Trentemøller)
13. Papercuts – Unavailable – 4:15 (Jason Quever)
14. We Fell to Earth – Lights Out – 3:50 (Richard File, Wendy Rae Fowler, Dave Okumu)
15. Thee Oh See's – Ghost in the Trees – 2:41 (John Peter Dwyer)
16. Trentemøller – Blue Hotel (feat. Marie Fisker & Steen Jørgensen) (Exclusive Cover Version) – 4:32 (Chris Isaak)
17. Nick Cave & Warren Ellis – The Proposition #1 – 2:45 (Nick Cave, Warren Ellis)
18. Eden Ahbez – Full Moon – 2:56 (Eden Ahbez)
19. Ekko – Rehearsal – 5:24 (Frithjof Toksvig)
20. Paul Morley – Lost for Words Pt. 1 (Exclusive Spoken Word Piece) – 3:25 (testo: Paul Morley)

### LP
Lato A
1. This Mortal Coil – Waves Become Wings – 4:32 (Lisa Gerrard)
2. Kid Congo & The Pink Monkey Birds – La Lliarona – 3:37 (Kid Congo Powers, Kiki Solis, Ron Miller)
3. The Black Angels – Science Killer – 4:45 (Alex Maas, Christian Bland, Nate Ryan, Stephanie Bailey, Kyle Hunt, Jennifer Raines)
4. Low – (That's How You Sing) Amazing Grace – 7:14 (Zac Sally, Alan Sparhawk, Mimi Parker)

Lato B
1. Chimes & Bells – The Mole (Trentemøller Remix) – 8:24 (Cæcilie Trier)
2. The Velvet Underground & Nico – Venus in Furs – 5:10 (Lou Reed)
3. Vampire Hands – Safe Word – 2:50 (Vampire Hands)
4. The Shangri-La's – Remember (Walking in the Sand) – 2:19 (George Francis Morton)

Lato C
1. M. Ward – Poor Boy, Minor Key – 3:29 (Matt Ward)
2. Darkness Falls – Noise on the Line – 3:45 (Josephine Philip, Ina Lindgreen, Anders Trentemøller)
3. Papercuts – Unavailable – 4:23 (Jason Quever)
4. We Fell to Earth – Lights Out – 3:44 (Richard File, Wendy Rae Fowler, Dave Okumu)
5. Thee Oh See's – Ghost in the Trees – 2:53 (John Peter Dwyer)

Lato D
1. Trentemøller – Blue Hotel (feat. Marie Fisker & Steen Jørgensen) (Exclusive Cover Version) – 4:31 (Chris Isaak)
2. Nick Cave & Warren Ellis – The Proposition #1 – 3:25 (Nick Cave, Warren Ellis)
3. Eden Ahbez – Full Moon – 2:58 (Eden Ahbez)
4. Ekko – Rehearsal – 3:57 (Frithjof Toksvig)
5. Paul Morley – Lost for Words Pt. 1 (Exclusive Spoken Word Piece) – 3:26 (testo: Paul Morley)